# 维克托·阿斯塔菲耶夫
维克托·彼得罗维奇·阿斯塔菲耶夫（俄語：Виктор Петрович Астафьев，羅馬化：Viktor Petrovich Astafyev，1924年5月1日—2001年11月29日），苏联及俄罗斯作家。社会主义劳动英雄（1989年）。

## 生平
维克托·阿斯塔菲耶夫出生在叶尼塞河沿岸一个名叫奥夫斯扬卡的村庄（当时位于苏俄叶尼塞省克拉斯诺亚尔斯克区）。他的父亲彼得·帕夫洛维奇·阿斯塔菲耶夫是一个有点钱的磨坊老板（兼职猎人，尽管大部分时间都在家中度过）的儿子，母亲莉迪亚·伊里尼希纳·阿斯塔菲耶娃则来自一个农民家庭。维克托·阿斯塔菲耶夫在其2000年出版的自传中提及，父亲的家是一个在祖父帕维尔·雅科夫列维奇领导下男人不断狂欢的地方，而所有工作都是由两名妇女，莉迪亚和她的婆婆，帕维尔·雅科夫列维奇年轻的第二任妻子玛丽亚·奥西波娃组织和完成的。
1931年发生了两桩悲剧。首先，彼得、帕维尔以及后者的父亲（维克托·阿斯塔菲耶夫的曾祖父）雅科夫·马克西莫维奇在去富农化运动中被捕，并被发配到西伯利亚劳改营。1931年7月，维克托的母亲莉迪亚在叶尼塞河溺水身亡，当时她正在划船去往她丈夫被关押的克拉斯诺亚尔斯克监狱，载着食物的船只倾翻。那年，彼得·阿斯塔菲耶夫被判入狱5年，罪名是阶级敌人，并被送往臭名昭著的白海-波罗的海运河建筑工地。七岁的维克托在外祖父母叶卡捷琳娜·彼得罗夫纳和伊利亚·叶夫格拉波维奇·波蒂里琴斯的家中成长，他们把所有的爱和关怀给予了这个男孩。1932年，他进入了一所当地的小学。后来在他的短篇小说《最后一次鞠躬》中描述了这段1930年代初期的生活。

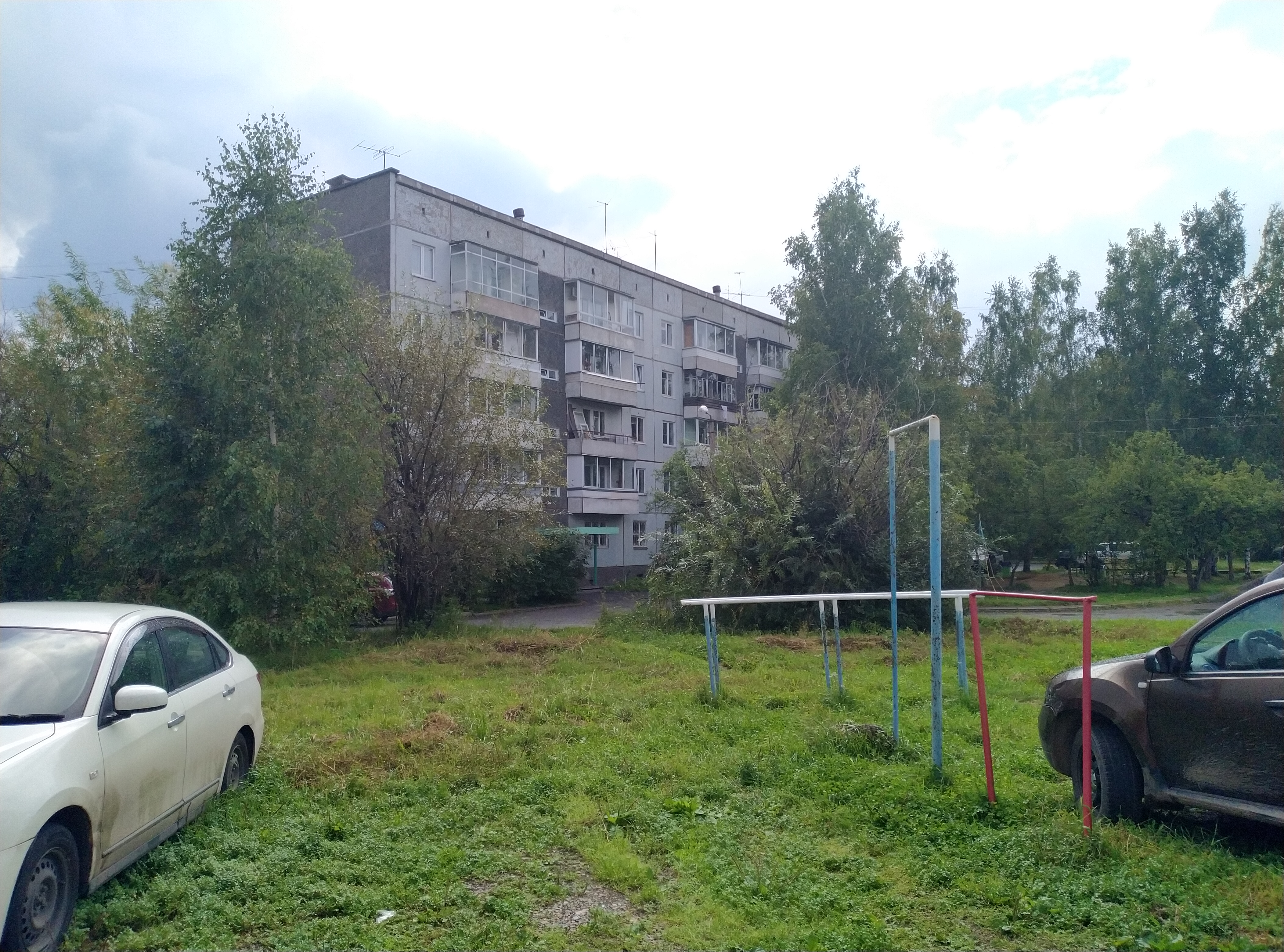
位于今克拉斯诺亚尔斯克的阿斯塔菲耶夫故居

1934年，彼得·阿斯塔菲耶夫从劳改营返回并再婚。他先将维克托带到了一个新的地方，一个小小的森林村庄索斯诺夫卡，然后于1935年全家搬到了伊加尔卡，在那里他们作为苏联的强制居留定居下来。继母泰西娅·切尔卡索娃（后来又生下了男孩尼古拉）和父亲都忽略了维克托，他开始放荡不羁，很快就流落街头，无家可归。1937年，他被送进一家孤儿院，并进入了多年后他深深怀念的特殊学校，就读五年级。两位老师罗日杰斯特文斯基和索科洛夫注意到这个男孩的艺术和文学能力，维克托·阿斯塔菲耶夫此时开始写诗，老师们时常鼓励他。几年后，他回忆道：
批评家出于某种原因会为我和我度过的艰难童年感到难过。这让我很烦。更多地是，如果再一次，我会选择完全一样的生活，生活里充满了很多东西，幸福，胜利和失败。后者会帮助我们更好地看待世界，更深刻地感受到美好。我只会改变一件事——乞求命运让母亲留在我身边。[长时间停顿]孤儿院，流浪者，寄宿学校——我在伊加尔卡不得不经历的所有这一切。但是还有其他事情——书籍和乐曲，滑雪旅行，童年的幸福，顿悟后初生泪水……在那里，我第一次听到广播，留声机和铜管乐队……正是在伊加尔卡，我写了人生的第一个短篇小说，我的老师罗日杰斯特文斯基在我们学校的自编期刊上发表了这个故事。还有布尔什维克的斯特查波莱雅报纸发表了我的四行诗。
1941年5月1日，阿斯塔菲耶夫从学校毕业，进入一家砖厂成为了一名运输工人。在苏德战争爆发时，他作为体力劳动者在库雷卡站工作。8月，他离开伊加尔卡，加入了在克拉斯诺亚尔斯克新建的铁路学校，并于1942年6月毕业。

### 战争年代
1942年10月，阿斯塔菲耶夫自愿加入苏联军队，预备役中度过六个月后（先在别尔茨克，然后在新西伯利亚），1943年4月作为基辅-日托米尔师第92榴弹炮旅的士兵被转移到卡盧加地区。5月，阿斯塔菲耶夫开始投入战斗，参加了由布良斯克、沃罗涅日和草原方面军指挥的激战。10月，他在穿越第聂伯河（那是他失去右眼的地方和时候）时受伤，并在11月25日获得了他的第一个奖章——勇敢奖章。1944年1月，他恢复了作战，首先参加了科爾遜-契爾卡塞攻勢，然后（分别于3月和4月）参加了卡缅涅茨-波多利斯基袭击，并于4月25日获得了红星勋章。
1944年9月17日，阿斯塔菲耶夫在波兰杜克拉镇附近深受重伤，接下来的8个月里在医院度过。“自那时起，我不适合继续服役，不断从一个后备部队转移到另一个后备部队，直到我在日梅林卡站附近的乌克兰第一方面军邮政点定居。在这里遇到了一个同胞，玛丽亚·塞莫诺夫娜·科里亚基纳，在复员后与她结婚，并与她一起去了彼尔姆州（当时的莫洛托夫）州的丘索沃伊镇，”他在自传中写道。
战争的恐怖经历永远留在了阿斯塔菲耶夫身上，这成为了他成为作家的主要原因。“关于战争……我知道些什么？什么都没有。我曾是一名普通士兵，我们有自己的士兵真理。一个较为肤浅的作家曾贬义地称之为“壕沟中的真理”，而用我们的语言来形容则是一种“丘陵观点”……但是我觉得我不得不讲述战争的日常，比如壕沟闻起来怎么样，比如那里人们如何生活……我们中的第一个遇害者，和你杀死的第一个人。我不得不写下我所见过的所有可怖的东西，”多年后他在一次采访中说:75。

### 文学生涯
1945年退伍之后，阿斯塔菲耶夫在岳父母位于丘索沃伊住处度过了一段时间，然后去克拉斯诺亚尔斯克，做各种工作，如锁匠和熔铸工人。1950年，他开始为丘索沃伊工人报撰文，该报纸于1951年发表了他的处女作短篇小说《公民》，两年后，这篇小说被彼尔姆的星报重印。1954年，阿斯塔菲耶夫的短片小说《分裂》首次发表在莫斯科的杂志上。1955年，他离开报纸，开始创作于1958年出版的第一本长篇小说《融雪》，以及他的第一本短篇小说集《暖雨》，主要描述苏德战争期间俄国士兵和人民的故事。在1950年代后期，阿斯塔菲耶夫加入了彼尔姆地区广播电台。在那里工作获得了相对较高的工资，但涉及了太多的政治宣传。他回忆说：“过了一年半左右我决定辞职，否则我将不再看得起自己:121。”1958年10月1日，阿斯塔菲耶夫成为苏联作家协会的成员。
1959年，阿斯塔菲耶夫进入莫斯科的高尔基文学院。他与谢尔盖·维库洛夫、叶夫根尼·诺索夫等一群沃洛格达作家成为朋友。这一时期的几部短篇小说之一，《老柞树》（1960年）成为阿斯塔菲耶夫的第一本欧洲出版物：译成捷克文，于1963年在布拉格出版。1962年后，阿斯塔菲耶夫成为专业作家，他的妻子玛丽亚担任其打字员。
1969年，阿斯塔菲耶夫和他的家人搬到了沃洛格达市，他的大多数文学朋友都住在这里。几部主要的书籍 ——《树号》、《偷窃》、《最后一次鞠躬》（第一卷）以及《牧童与牧女》在70年代初先后出版，阿斯塔菲耶夫因此于1975年12月获得了苏维埃联邦社会主义共和国高尔基奖（现劳动红旗勋章）。一年后，《当代的我们》杂志出版了他最著名的短篇小说集之一《鱼王》。他的剧作《稠李》也在1976年在莫斯科耶莫洛娃剧院首演。1978年10月19日，阿斯塔菲耶夫凭借《鱼王》一书获得了苏联国家奖。
1981年，第一版《阿斯塔菲耶夫全集》分为4卷发行。那时，他在自己的家乡奥夫斯扬卡买了一套房子，并将家人搬到克拉斯诺亚尔斯克。关于他的第一部电视纪录片“维克托·阿斯塔菲耶夫”由导演利特维亚科夫拍摄，于1983年上映。1984年，由他的作品改编的四部电影面世，其中包括伊戈尔·塔兰金导演的《陨星雨》及阿卡迪·锡仁科执导的《再生》，阿斯塔菲耶夫作为编剧参与了后者的制作。他的小说《悲伤的侦探》（1986）以及1987年的一系列短篇小说引起了极大的共鸣，其中包括有争议的《追捕格鲁吉亚的诈骗犯》。1988年至1989年，阿斯塔维耶夫访问了法国（《悲伤的侦探》的出版地），保加利亚（1966年的短篇小说《偷窃》改编电影放映的地方）和希腊。1989年还当选苏联人民代表大会代表。阿斯塔菲耶夫凭借史诗小说《诅咒和死亡》（第1和第2卷，1992–1993年）获得了1996年5月的俄罗斯联邦国家奖。同月，俄罗斯总统鲍里斯·叶利钦访问了奥夫斯扬卡，会见了阿斯塔菲耶夫。1998年，15卷的克拉斯诺雅斯克版《阿斯塔菲耶夫全集》问世。
阿斯塔菲耶夫的晚年并不顺遂。2000年，他罹患中风。阿斯塔菲耶夫去世前不久，他写下了最后的话：“我进入了一个美好开放的世界，我全心全意地爱着它。我离开的世界——怪异、邪恶、卑鄙，告别之际容我不再多言。”:246阿斯塔菲耶夫于2001年11月29日在克拉斯诺亚尔斯克去世。他被安葬在他的家乡奥夫斯扬卡。

## 争议
1980年代中期，他的著作引起了极大的争议，被指责为沙文主义和仇外心理。当时公众通过秘密出版物发现了文学史学家纳坦·艾德曼与阿斯塔菲耶夫之间的通信中后者在作品《悲伤的侦探》和《追捕格鲁吉亚的诈骗犯》中的弦外之音被视为种族主义特别是对于格鲁吉亚读者的冒犯。在1986年夏天的第八届苏联作家协会大会上，格鲁吉亚代表敦促阿斯塔菲耶夫为侮辱格鲁吉亚国家向公众道歉。当他拒绝时，他们进行了抗议。1993年10月，他签署了《四十二人联名信》。
1999年，他的小说《欢乐的士兵》刻画了苏联军队的恐怖，但遭到了极为负面的反响，这可能导致了他的心脏衰竭。

## 遗产
在许多苏联战争文学作家为理想化的，不可战胜的苏联战争英雄，在共产党领导下摧毁敌人唱赞歌时，维克托·阿斯塔菲耶夫成为最早反抗官方的人之一，并揭示了1941年至1945年黑暗和乏味的一面。他被认为是所谓的“战壕里的真相”（该词最初被贬义指批评者认为前线士兵不能客观地写出关于这场战争，而忽略了其更大的“真相”）运动的主要拥护者之一（与维克托·涅克拉索夫、瓦西尔·贝科夫、弗拉基米尔·博格莫洛夫、康斯坦丁·沃罗比夫并列），这给苏联战争文学带来了真实性和现实主义。

大卫·吉莱斯皮总结了他的写作生涯，内容如下：
阿斯塔菲耶夫一直是一个高度独立的作家，不遵循任何写作套路或刻板印象……他始终忠于自己，光明磊落。他的小说《诅咒和死亡》是一幅坚韧不拔的，毫不妥协的战争图景，其中许多自然主义的描述都是作者承袭自《悲伤的侦探》以来的风格。阿斯塔菲耶夫是一位很难轻易归类的作家：他既不是乡村散文作家，也不是战争散文作家，也不是探索苏联近代错误的作家。同时，他是以上所有风格的综合。他能够使读者感到惊讶甚至震惊，他保有着深刻的抒情感，产生了艾德曼所说的“几十年来对自然的最好描述”。与当今生活在俄罗斯的其他作家（索尔仁尼琴可能例外）相比，他是一名研究人类受苏联整体经验的影响和塑造的作家。 

## 荣誉与奖项
克拉斯诺亚尔斯克国立教育大学以他的名字命名。

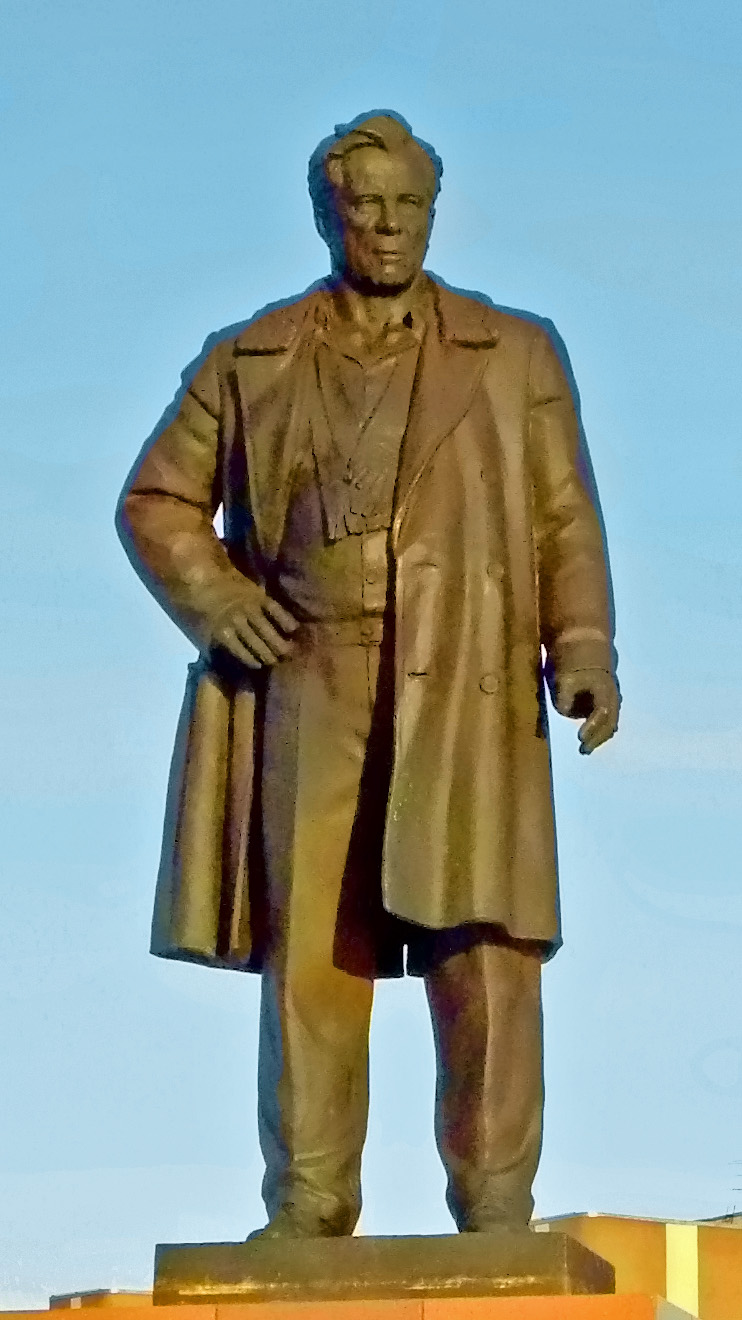
克拉斯诺亚尔斯克的阿斯塔菲耶夫纪念碑

- 苏联国家奖（1978年，1991年）－小说《鱼王》（1976年），小说《有眼界的雇员》（1988年）
- 苏俄高尔基奖（1975年）－《通行证》（1959年），《偷窃》（1966年），《最后一次鞠躬》（1968年），《牧童与牧女》（1971年）
- 俄罗斯联邦国家奖（1995年，小说《诅咒与死亡》；2003年，去世后追授）
- 普希金奖（德国，1997年）
- 胜利奖
- 社会主义劳动英雄（1989年）
- 列寧勳章（1989年）
- 劳动红旗勋章（1971年，1974年，1984年）
- 各民族人民友谊勋章（1981年）－苏联作家协会周年
- 一级衛國戰爭勳章（1985年）
- 友谊勋章－诞辰70周年
- 红星勋章
- 二级祖国功勋勋章
- 勇敢奖章（1943年）
- 1941－1945年偉大衛國戰爭戰勝德國獎章

## 主要作品
- 《融雪》（1958年）
- 《偷窃》（1966年）
- 《最后一次鞠躬》（1968年）
- 《牧童与牧女》（1971年）
- 《鱼王》（1975年）
- 《悲伤的侦探》（1986年）
- 《追捕格鲁吉亚的诈骗犯》（1986年）
- 《诅咒与死亡》（1995年）
- 《活着的意愿》（1995年）
- 《快乐的士兵》（1999年）